# Lychgate

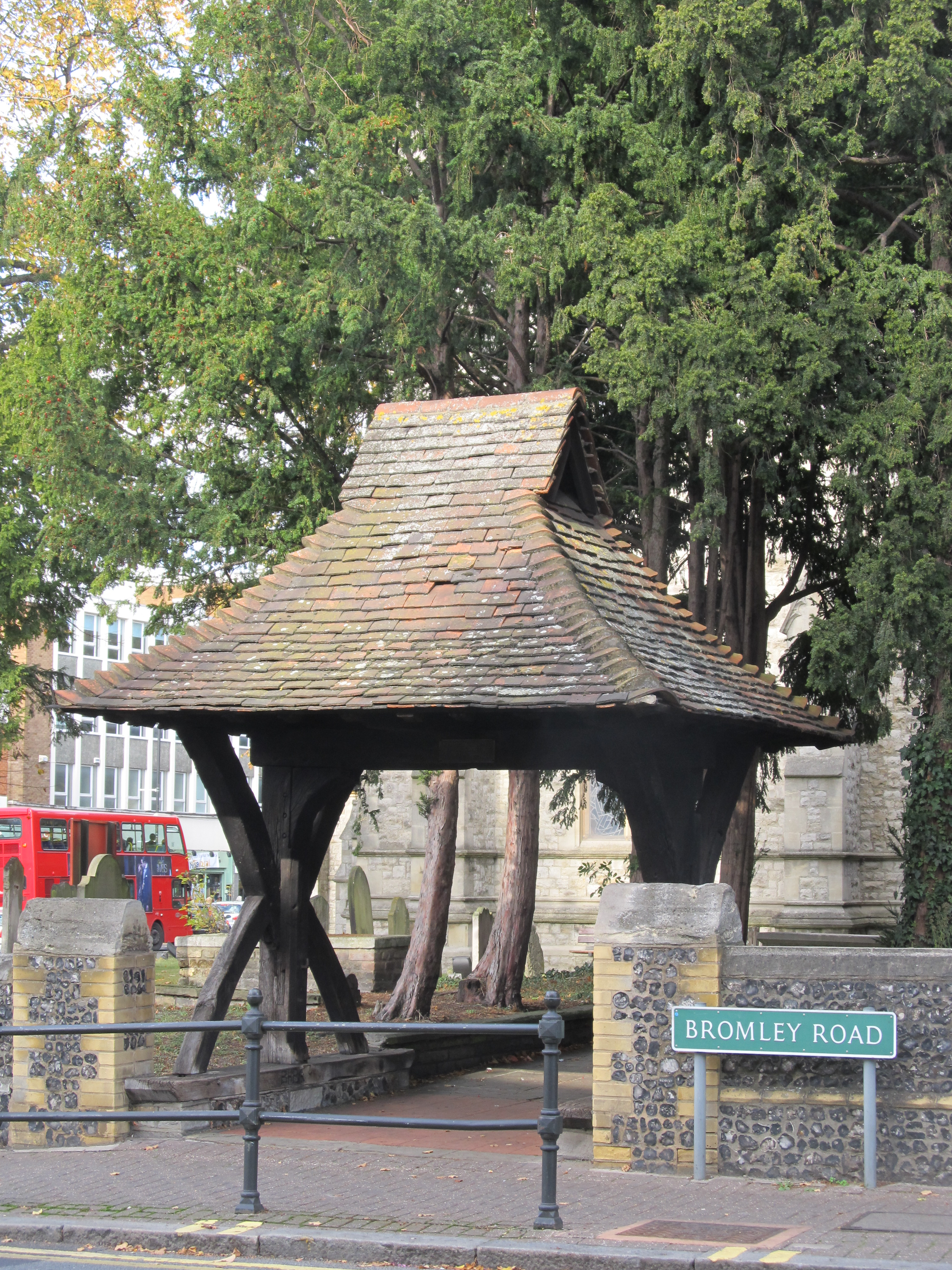
Das denkmalgeschützte, aus dem 13. Jahrhundert stammende Lychgate von St George’s Church im Londoner Stadtteil Beckenham

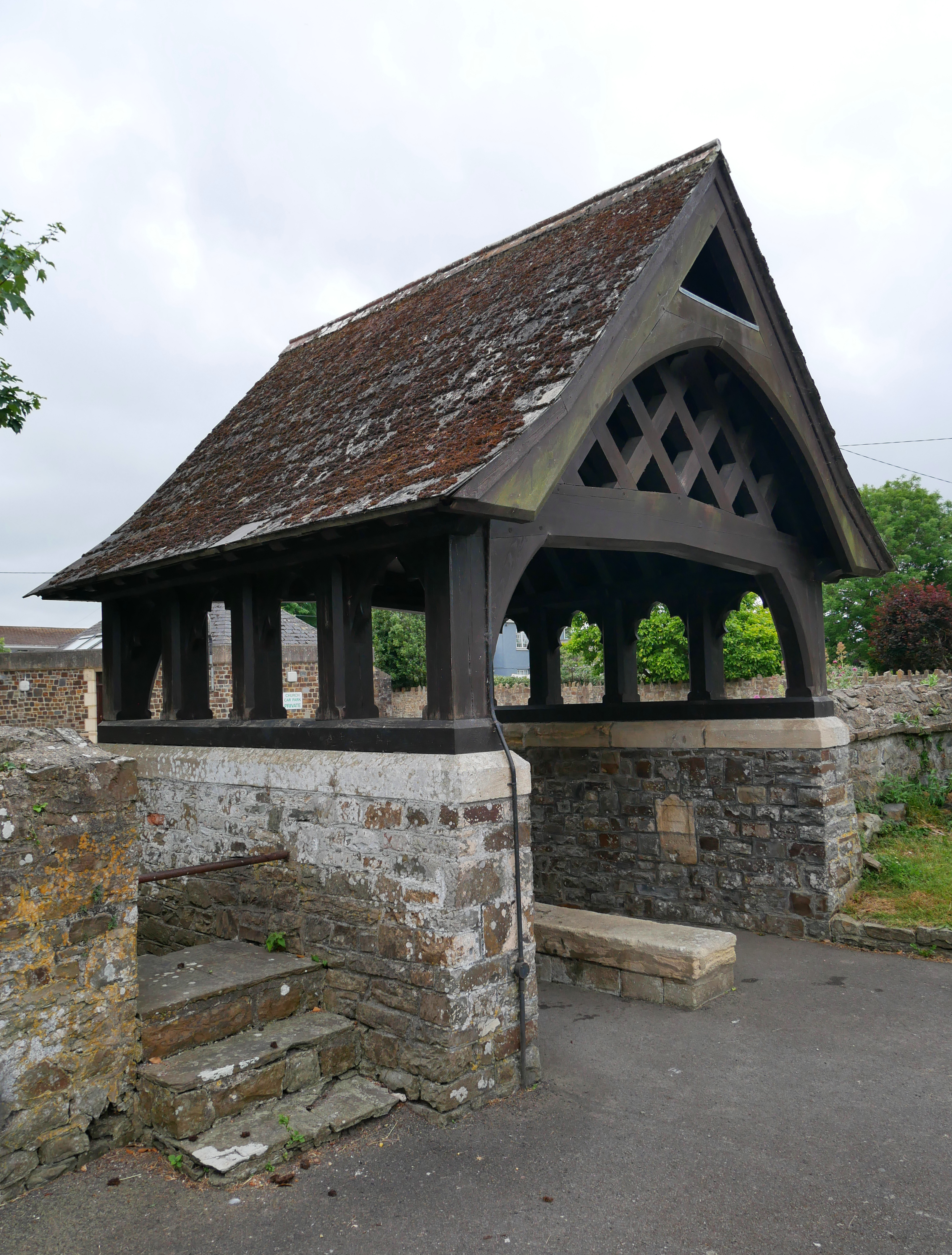
Das Lychgate von St Peter’s Church, Fremington, Devon. Gut zu erkennen ist der Lychstone in der Mitte des Durchgangs.

Als Lychgate, Lych-gate oder Lych Gate [ˈlɪtʃgeɪt], alternative Schreibung: Lich-, wird im englischen Sprachraum und besonders auf den Britischen Inseln ein überdachtes Friedhofstor bezeichnet, in dem vor Beginn des Trauergottesdienstes die Totenbahre aufgestellt werden konnte. Lychgates sind vor allem auf Großbritannien und Irland verbreitet, sie sind aber auch in anderen Regionen mit kultureller Verbindung zu den Britischen Inseln (z. B. Kanada, Vereinigte Staaten, Australien) anzutreffen.
Das Wort lychgate, ein Kompositum aus mittelenglisch lich(e)/lych(e) ‚Leiche‘ und yate/gate ‚Tor‘, ‚Pforte‘, ist seit dem 15. Jahrhundert belegt, wobei derartige Torbauten auf Friedhöfen in England bereits deutlich früher – ab dem 7. Jahrhundert – existierten.
Die ältesten noch erhaltenen Lychgates stammen aus dem 13. und 14. Jahrhundert. Als Baumaterial diente im Mittelalter und zu Anfang der Frühen Neuzeit fast ausschließlich Holz, das Dach war mit Ziegeln oder Reet gedeckt. Eine einheitliche Bauform gab es nicht: Einfache Exemplare waren nicht mehr als ein überdachtes Holzgerüst, während in aufwendiger gestalteten Lychgates z. B. mitten im Durchgang eine Steinplattform (Lychstone) zum Absetzen des Sarges liegen konnte und seitlich Bänke für die Trauergesellschaft standen.
Vermehrt wurden Lychgates ab dem 16. Jahrhundert angelegt, nachdem 1549 das Book of Common Prayer verbindliche Regeln für die Riten der Church of England aufgestellt hatte. Unter anderem war nun vorgeschrieben, dass der Priester bei einer Bestattung den Sarg schon an der Friedhofsgrenze in Empfang nehmen und dass dort auch der Gottesdienst beginnen sollte. Insofern hatte das Lychgate neben seiner rein praktischen Funktion als wettergeschützter Hauptzugang zum Friedhof auch eine symbolische Funktion: Es markierte die Grenze zwischen geweihtem und ungeweihtem Boden. Mit ihm waren, wie bei solchen Schwellenorten nicht unüblich, häufig lokale Legenden und Bräuche verknüpft. So galt es im 19. Jahrhundert an verschiedenen Orten in England als Unglückszeichen, wenn eine Hochzeitsgesellschaft auf ihrem Weg in die Kirche das Lychgate nahm.
Die liturgische Nutzung der Lychgates hatte jedoch bereits im Laufe des 18. Jahrhunderts an Bedeutung verloren. Noch vorhandene mittelalterliche Lychgates wurden vielerorts wegen Baufälligkeit entfernt und durch einfache Holz- oder Eisentore ohne Dach ersetzt. Im 19. Jahrhundert kamen steinerne Lychgates wieder in Mode, dienten nun aber vornehmlich der Repräsentation. Unter dem Eindruck der beiden Weltkriege wurden in der ersten Hälfte des 20. Jahrhunderts neue Lychgates als Gefallenendenkmäler erbaut oder bereits bestehende für diesen Zweck umgewidmet.
Historische Bezeichnungen für das Lychgate sind corpse-gate, bier-house (von bier ‚Bahre‘) und scallenge(-gate).